# Praz de Lys - Sommand
Praz de Lys - Sommand est une station de sports d'hiver située sur les communes de Taninges et Mieussy en Haute-Savoie, inaugurée en 1978.
Depuis 2017, le domaine skiable est géré par une SPL, La Ramaz, et en 2023 change de nom pour l'Espace des Lys.

## Histoire

Ancien logo.

### Ski Alpin
Le premier téléski de la station est créé en 1971. Ce téléski est une construction du groupe Weber (le dernier du constructeur). Celui-ci sert à la remontée de la piste dite « du Planey » classée piste noire et lieu de prédilection pour les entrainements du club de ski alpin. La même année, sur le domaine de Sommand (les deux stations étant encore séparées) deux téléskis, à savoir celui du Crintat et celui du Col de Sommand, sont construits. En 1972, les téléskis de Roy et de Beuloz étendent le domaine skiable, bien que les infrastructures ne soient pas connectées, ce qui crée des difficultés pour passer d'une piste à l'autre. Par la suite, le téléski de Cannevet qui permet un accès facilité à Planey et une liaison avec Chevally marque un nouveau tournant dans la connexion entre les pistes. Mais c'est surtout en 1978, avec la création du téléski de L'hôtel reliant Cannevet à Planey directement et celle de Brésy qui relie Cannevet au secteur de Roy, que le domaine est effectivement connecté.
Dans les années 1980, deux gros ouvrages permettent une véritable évolution de la station. En effet le télésiège de Véran (accessible par la piste de Roy) relie les domaines du Praz-de-Lys et de Sommand (géré par la commune de Mieussy) jusqu'alors strictement séparés. Le deuxième télésiège nommé Praz l’évêque permet la création de nouvelles pistes mais, il est construit en contrebas de la station dans l'objectif de devenir un des maillons du projet de connexion entre la station des Gets et celle de Praz-de-Lys-Sommand. Faute de faisabilité (économique et géographique) le projet avorte. De nouvelles extensions de la station sont réalisées en 1986 avec la création d'un second téléski sur Chevally et du téléski de Betex assurant la liaison entre Roy et le domaine débutant où se trouvent la plupart des commerces et des habitations.
La dernière décennie des années 1900 marque la fin de l'aménagement global de la station. Ainsi, la piste verte Jora complète le domaine dit « Débutant ». En 1997, le télésiège du Haut-Fleury permet d'atteindre le sommet de la station et crée une nouvelle liaison avec Sommand.

## Géographie

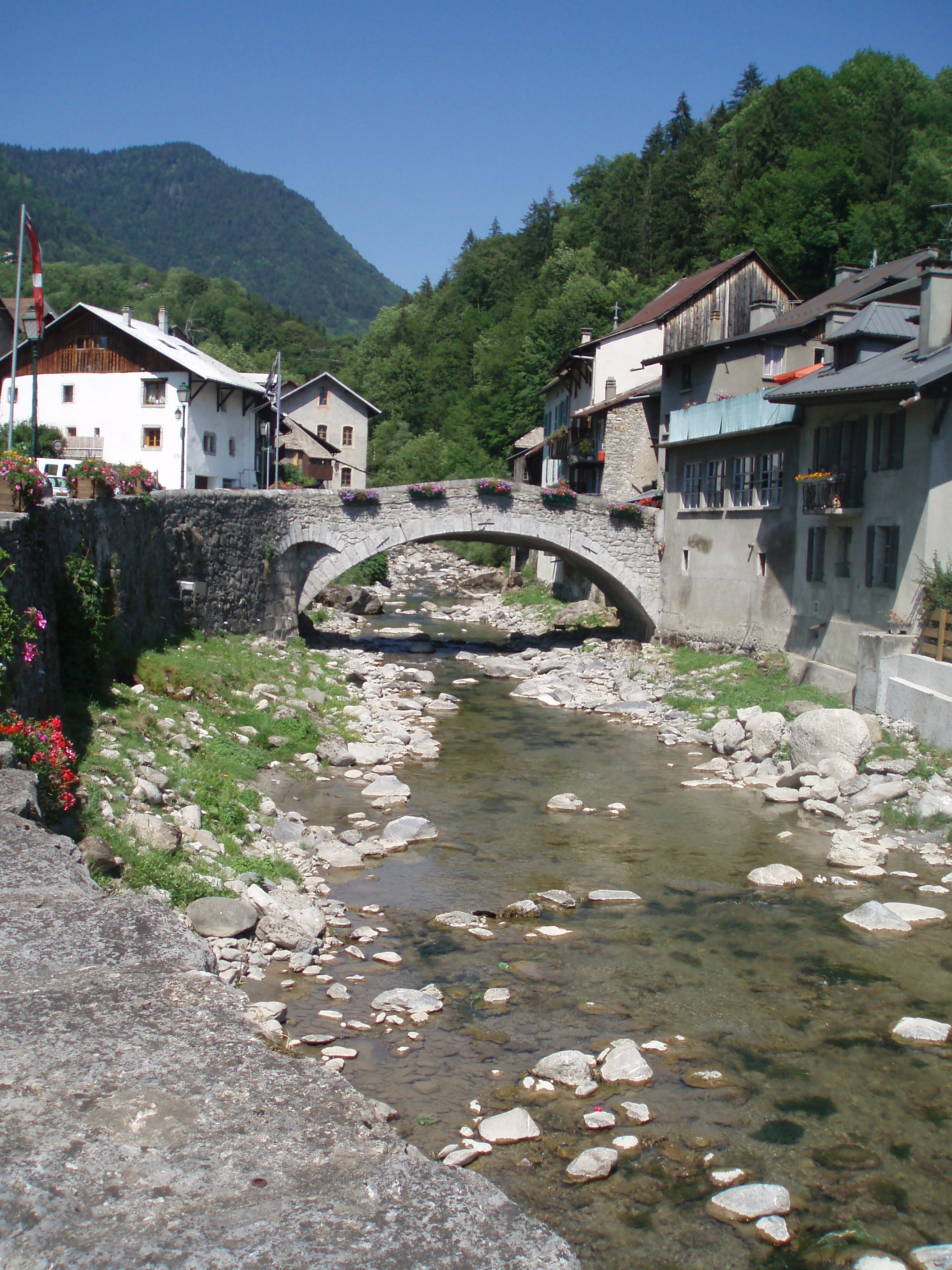
Le vieux pont

### Voies de communication et transports
L’accès en voiture au Praz-de-Lys est possible depuis Taninges par la route départementale 902 puis par la départementale 308, après la bifurcation vers Les Gets et Morzine. L’accès à Sommand s’effectue depuis Mieussy via la route départementale 308.
L’été, il est possible de circuler entre le Praz-de-Lys et Sommand par la route du col de la Ramaz (RD308). La station et le col sont régulièrement traversés par le Tour de France, dernièrement en 2023. L’hiver, la route n’est pas déneigée et sert en partie au domaine skiable nordique.
La station est desservie par les lignes régulières du réseau les lignes régionales, depuis les gares de Cluses et d'Annemasse.
Pendant la saison d'hiver, des navettes circulent sur les plateaux du Praz-de-Lys et de Sommand. Ces navettes prénommées "navettes Praz de Lys Sommand" effectuent également des allers/retours entre la station et les villages de Mieussy et de Taninges pour 1,5 euro.

## Activités hivernales

### Station de ski
La station dispose d'une retenue collinaire de 46 000 mètres cubes. Elle est située au col de la Ramaz. La station est gérée par SPL La Ramaz.

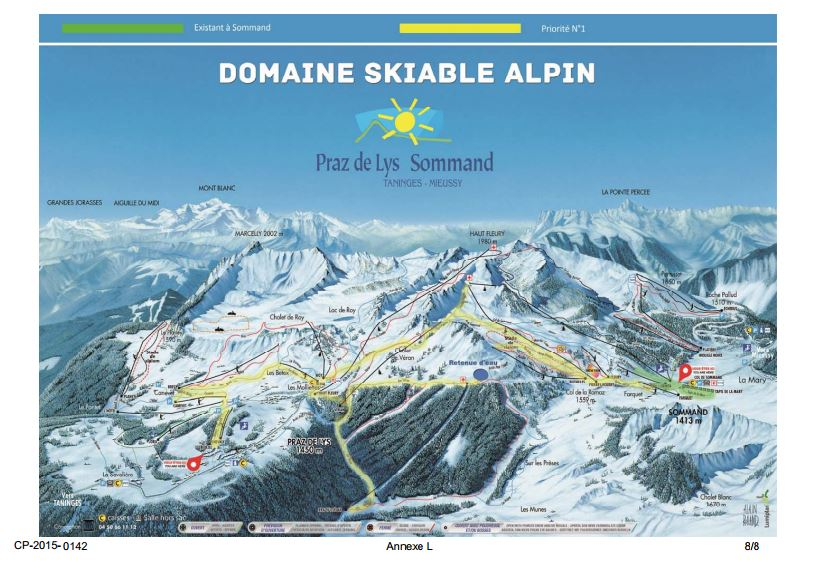

#### Ski alpin

##### Praz de Lys
| Piste | Nom          | Longueur | Remontées Mécaniques       |
| ----- | ------------ | -------- | -------------------------- |
| H1    | Chevaly      | 500 m    | Téléskis de Chevaly        |
| H2    | Chevaly      | 230 m    | Tapis de Beuloz            |
| I1    | Jora         | 400 m    | Téléski de Jora            |
| A1    | Les Têtras   | 2 600 m  | Télésiège de Praz l'Évêque |
| A4    | Les Prèses   | 2 600 m  | Télésiège de Praz l'Évêque |
| B2    | Retour Hôtel |          | Téléski de Hôtel           |
| B3    | Accès Planey |          | Téléski de Planey          |
| C1    | Hôtel        | 1 050 m  | Téléski de Hôtel           |
| F1    | Piste du Lac | 3 200 m  | Télésiège du Haut Fleury   |
| J1    | Brésy        | 1 200 m  | Téléski de Brésy           |
| K2    | Marmotte     | 1 100 m  | Télésiège de Véran         |
| L3    | La Traverse  | 1 100 m  | Télésiège de Brésy         |
| L4    | Accès Véran  |          | Télésiège de Roy           |
| M1    | Les Betex    | 550 m    | Téléski de Betex           |
| K2    | Marmotte     | 1 100 m  | Télésiège de Véran         |
| A2    | Les Mouflons | 2 400 m  | Télésiège de Praz l'Évêque |
| A3    | Les Chamois  | 1 800 m  | Télésiège de Praz l'Évêque |
| J2    | Brésy        | 1 000 m  | Téléski de Brésy           |
| K1    | Véran        | 1 100 m  | Télésiège de Véran         |
| L1    | Roy          | 850 m    | Télésiège de Roy           |
| L2    | Gron         | 1 500 m  | Télésiège de Roy           |
| L5    | La Face      | 120 m    | Télésiège de Roy           |
| B1    | Planey       | 1 000 m  | Téléski de Planey          |

##### Sommand
| Piste | Nom                            | Longueur | Remontées Mécaniques        |
| ----- | ------------------------------ | -------- | --------------------------- |
| O3    | Retour Station - Retour Fleury |          | Téléski de Fleury           |
| S1    | Tapis de la Mary               | 90 m     | Tapis de la Mary            |
| U3    | Retour Station                 |          | Téléski de Mouille Noire    |
| D1    | Pierres Rouges                 | 1 200 m  | Télésiège de Pierres Rouges |
| K3    | Accès Sommand                  |          | Télésiège de Pierres Rouges |
| N1    | Buchilles 1                    | 600 m    | Téléski de Buchilles        |
| 02    | Les Flattes                    | 600 m    | Téléski de Fleury           |
| P2    | Accès Fleury                   |          | Téléski de Crinta           |
| Q1    | Farquet 1                      | 300 m    | Téléski de Farquet          |
| Q2    | Farquet 2                      | 300 m    | Téléski de Farquet          |
| T1    | Col de Sommand                 | 2 000 m  | Télésiège du Col de Sommand |
| T2    | Les Mottes                     | 2 100 m  | Télésiège du Col de Sommand |
| T3    | Liaison                        |          | Télésiège du Col de Sommand |
| U2    | Les Sapins                     | 700 m    | Téléski de Mouille Noire    |
| V2    | Ima                            | 1 500 m  | Téléski de Platière         |
| W3    | Les Granges                    | 1 200 m  | Téléski d'Echerus           |
| D2    | Boarder Cross                  | 600 m    | Télésiège de Pierres Rouges |
| N2    | Buchilles 2                    | 520 m    | Téléski de Buchilles        |
| O1    | Fleury                         | 400 m    | Téléski de Fleury           |
| P1    | Snow Park                      | 500 m    | Téléski de Crinta           |
| U1    | Mouille Noire                  | 580 m    | Téléski de Mouille Noire    |
| V1    | La Platière                    | 1 350 m  | Téléski de Platière         |
| W1    | Roche Pallud                   | 1 000 m  | Téléski d'Echerus           |
| F4    | Le Vélard                      | 2 000 m  | Télésiège du Haut Fleury    |
| F5    | La Combe Perret                | 1 500 m  | Télésiège du Haut Fleury    |
| W2    | Echerus                        | 800 m    | Téléski d'Echerus           |

#### Ski nordique

##### Praz de Lys - Sommand
| Piste | Nom                | Longueur | Spécificité(s)                    |
| ----- | ------------------ | -------- | --------------------------------- |
| A     | Piste d'initiation | 1 200 m  |                                   |
| C     | Le Jora            | 5 000 m  |                                   |
| B     | Les Betex          | 2 500 m  |                                   |
| D     | La Savolière       | 5 000 m  |                                   |
| E     | Les Lys            | 10 000 m |                                   |
| F     | Molly              | 8 000 m  |                                   |
| N     | Les Lys            | 10 500 m | Jonction de Praz de Lys à Sommand |

- Les pistes de ski nordique
- 2 pistes d'initiation - 3 pistes vertes - 3 pistes bleues - 4 pistes rouges - 3 pistes noires

60 km de pistes nordique.
- Les pistes piétonnes

30 km de pistes piétonnes

### Sommets des alentours
- Haute-Pointe (1 958 m)
- Pointe de Rovagne (1 795 m)
- Pointe de Chavannais (1 851 m)
- Pointe de Chavasse (2 012 m)
- Pointe de Chalune (2 116 m)
- Roc d'Enfer (2 244 m)
- Pointe d'Uble (1 963 m)
- Pointe de Marcelly (1 999 m)
- Pointe de la Couennasse (1 980 m)
- Pointe de Perret (1 941 m)
- Pointe du Haut-Fleury (1 981 m)
- Pointe de Véran (1 892 m)

Sommets des alentours
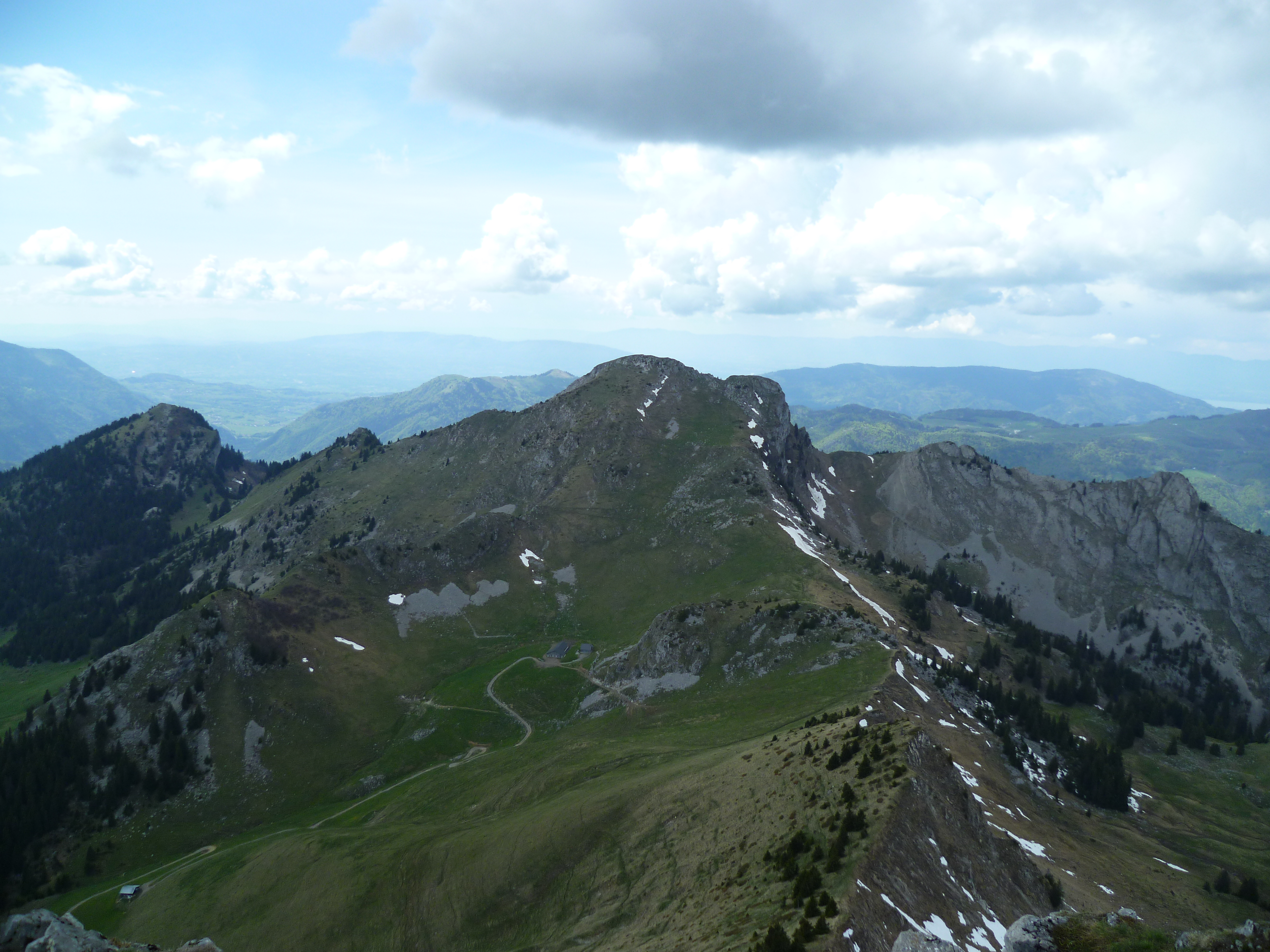
Haute-Pointe
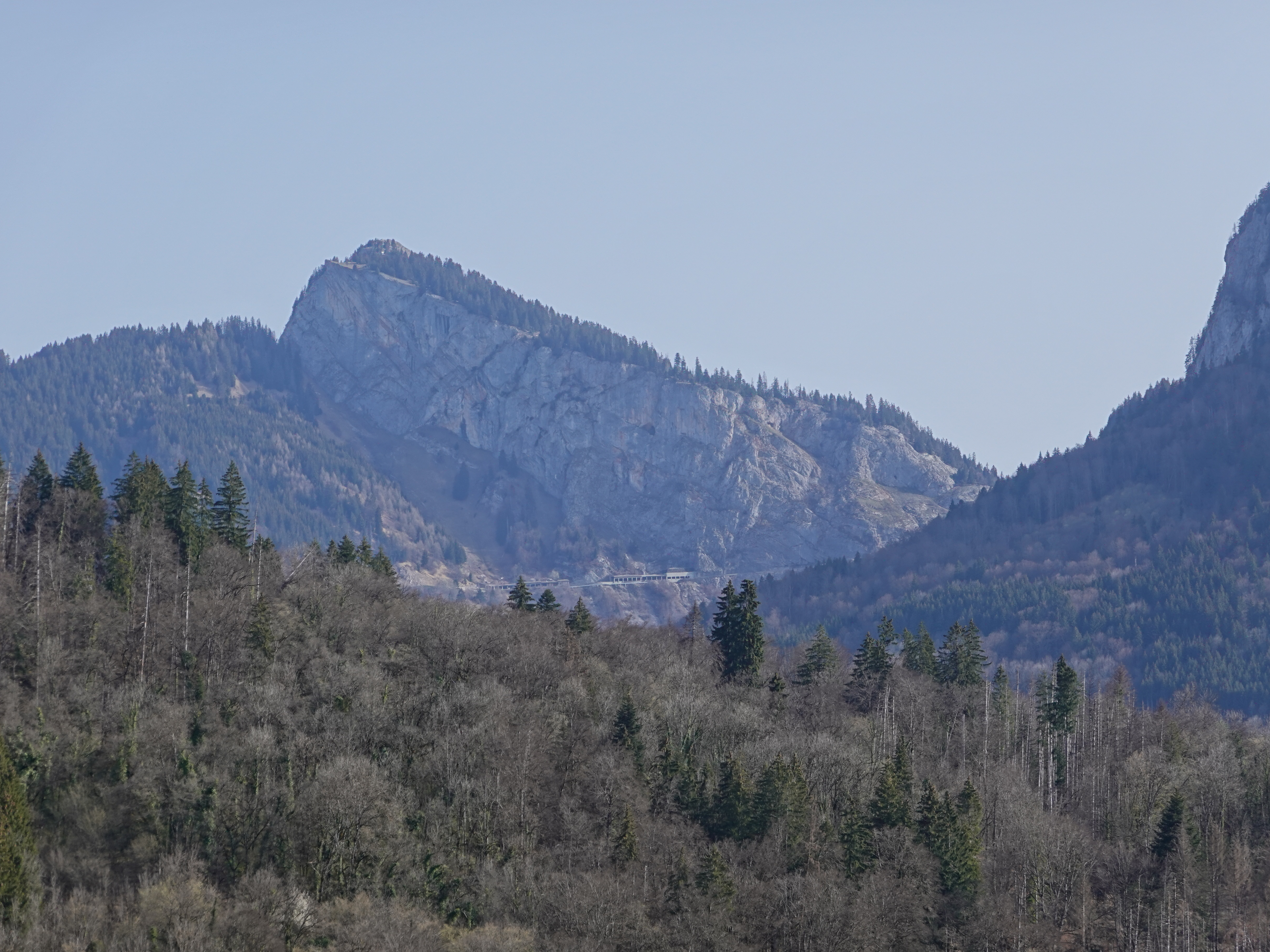
Pointe de Rovagne
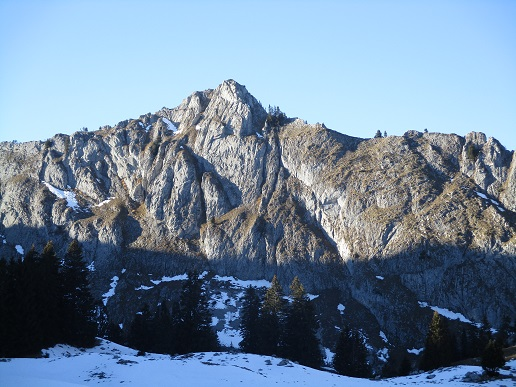
Pointe de Chavannais
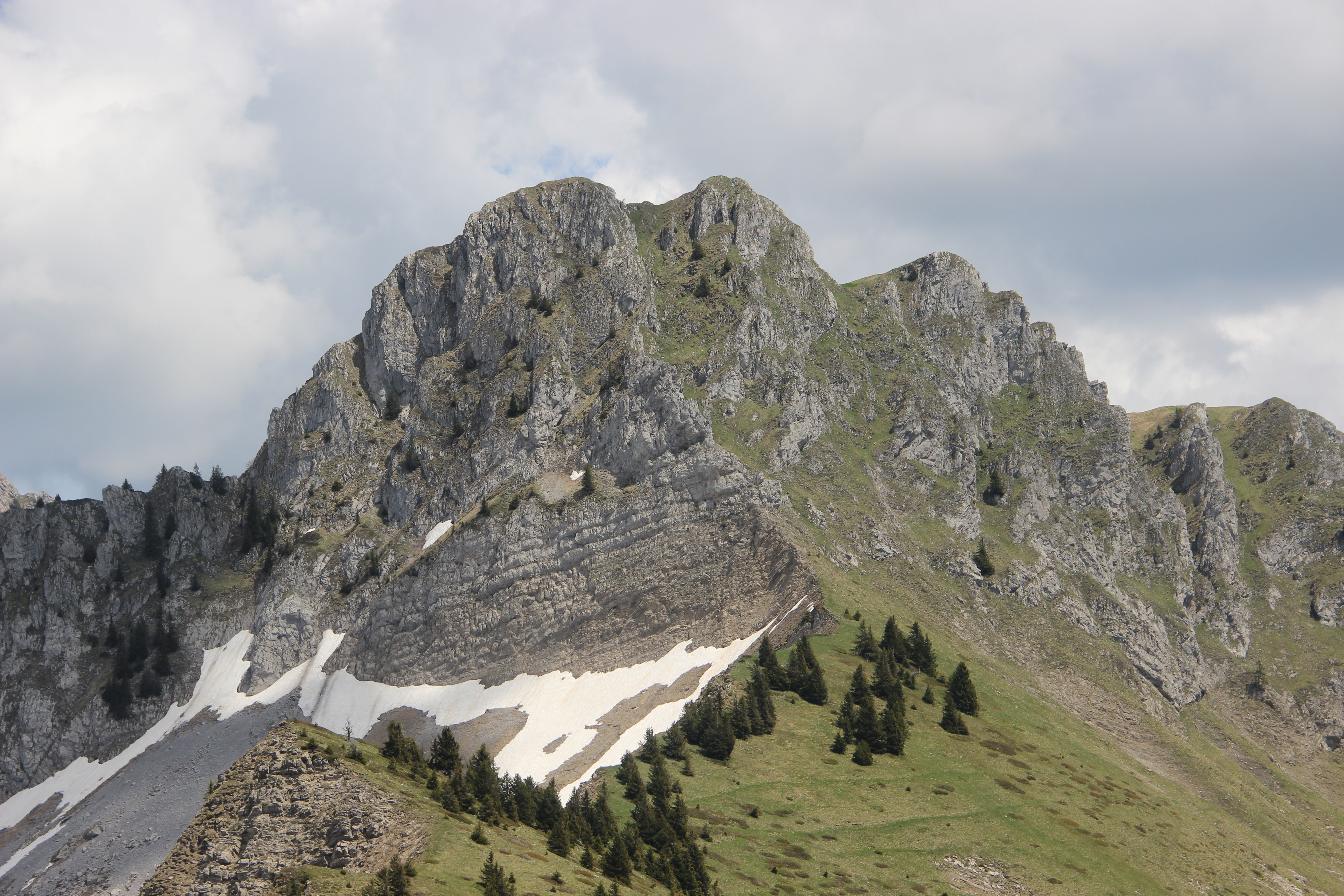
Pointe de Chavasse
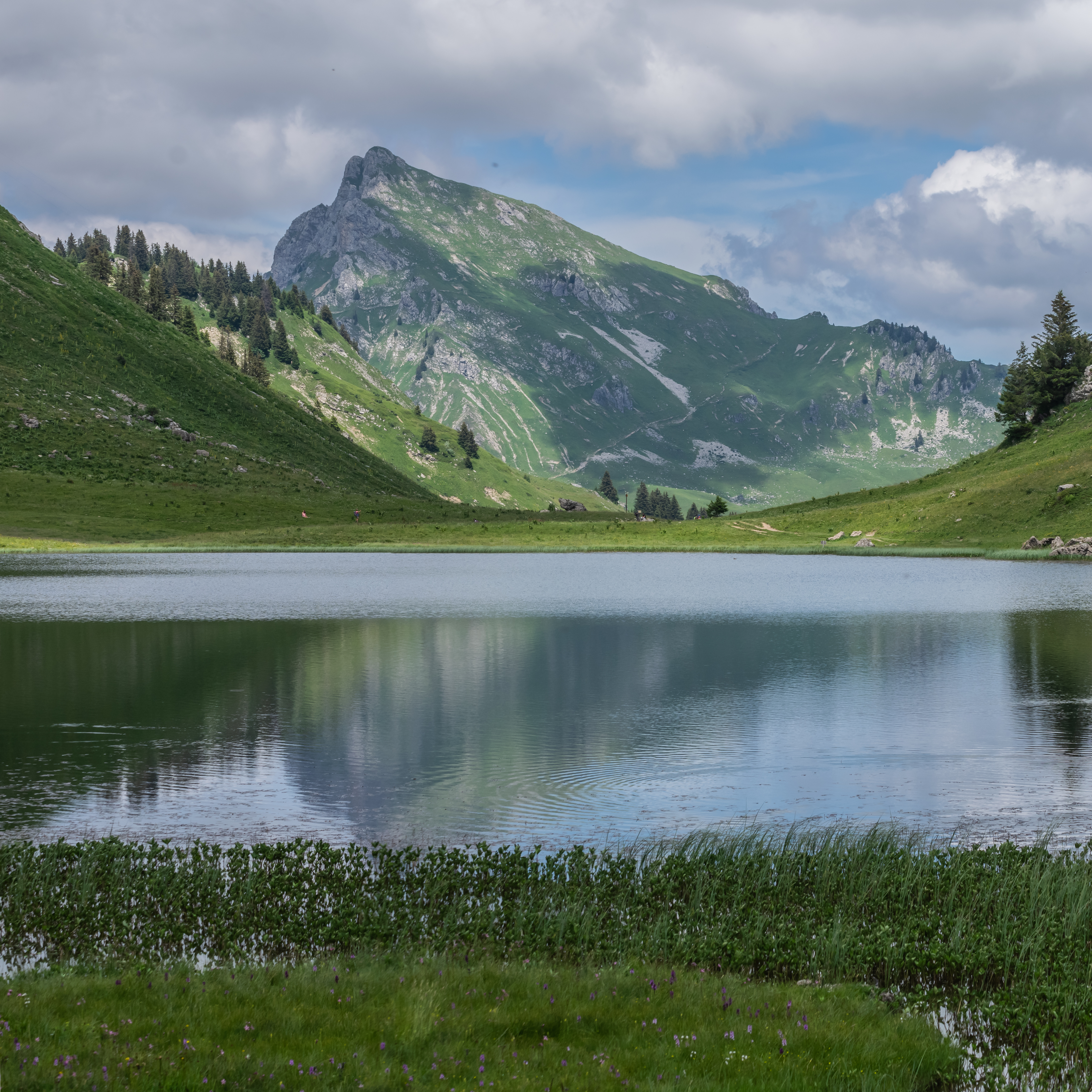
Pointe de Chalune
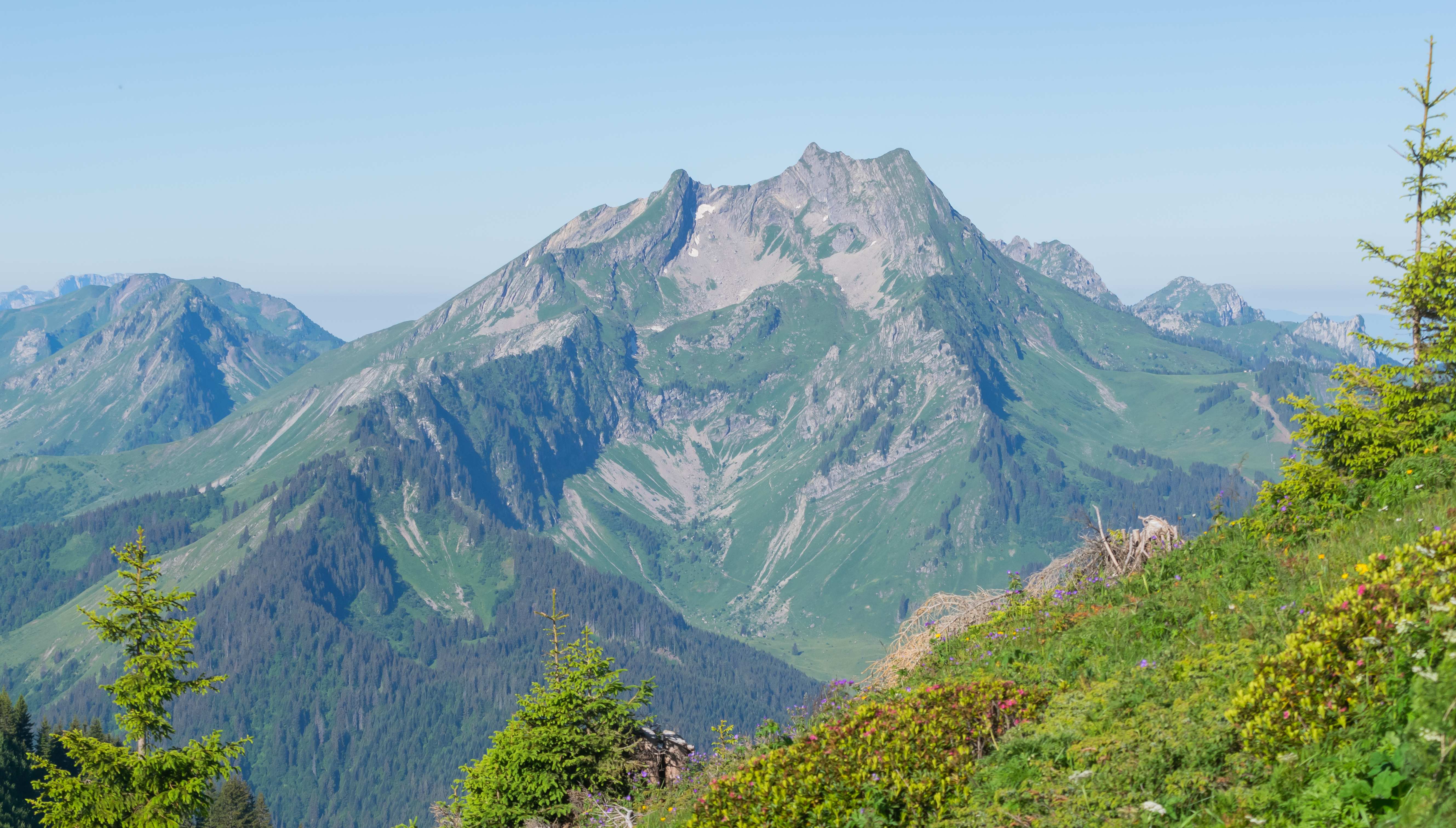
Roc d'Enfer
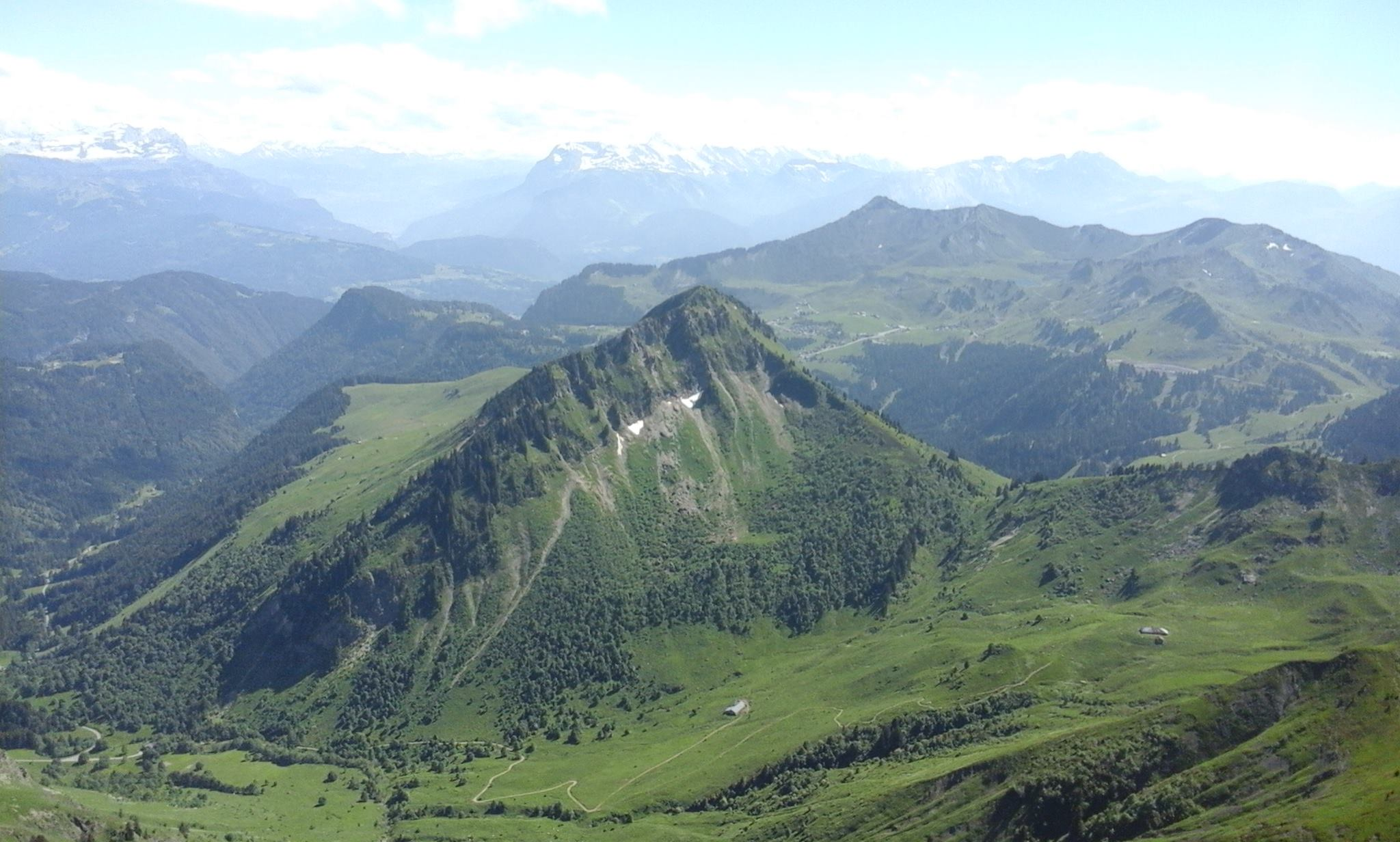
Pointe d'Uble
Pointe de Chalune, Roc d'Enfer, Pointe d'Uble
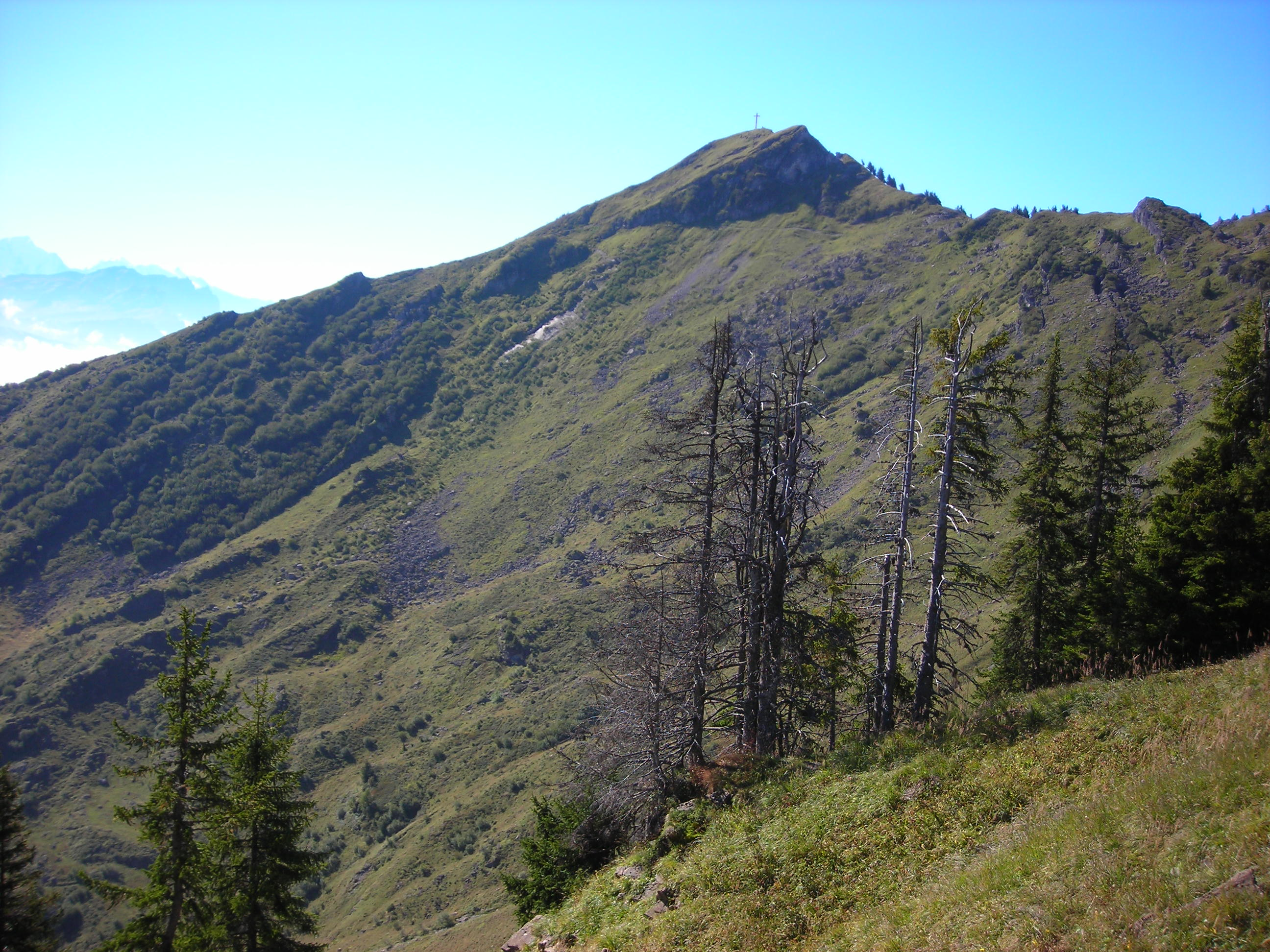
Pointe de Marcelly
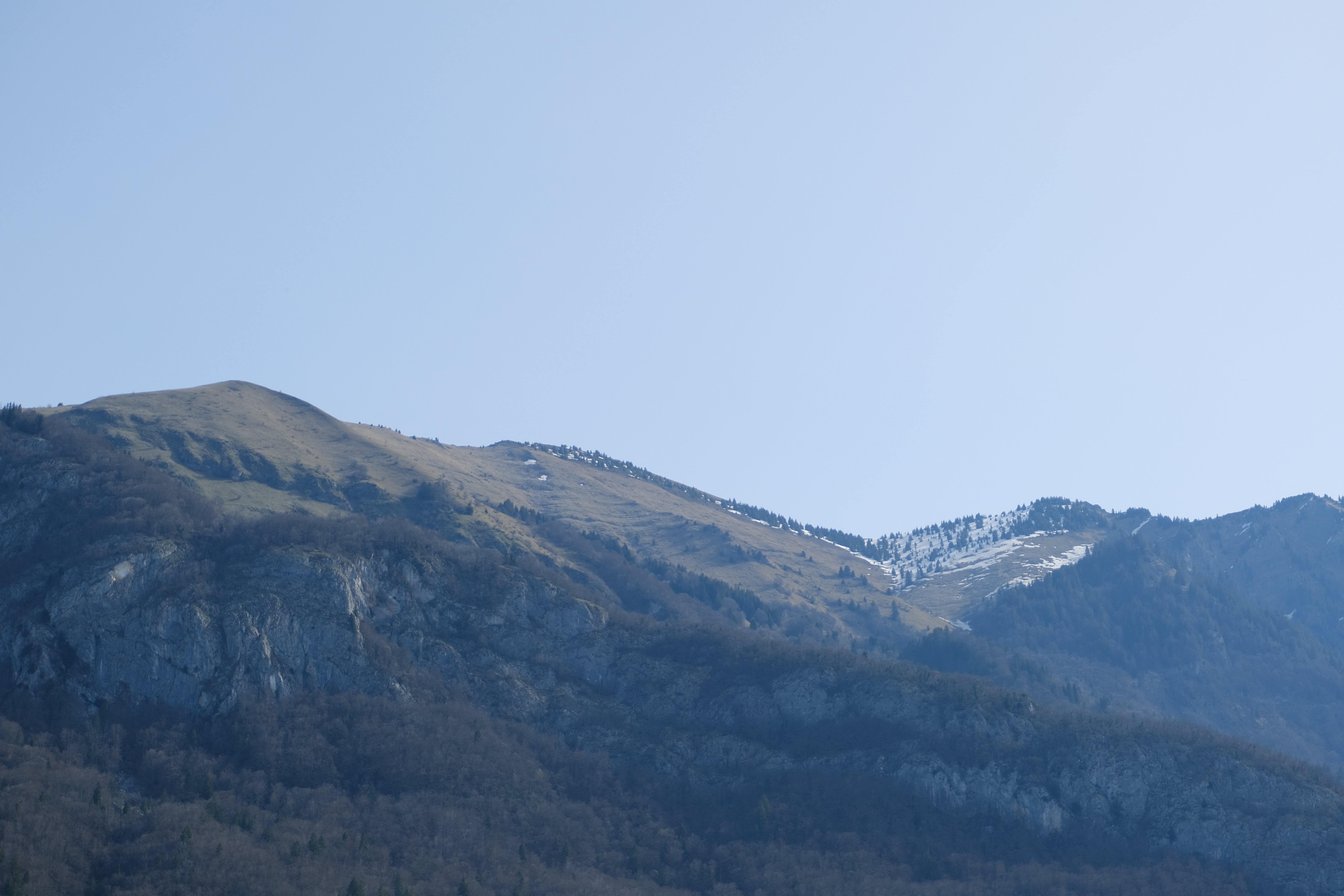
Pointe de Perret
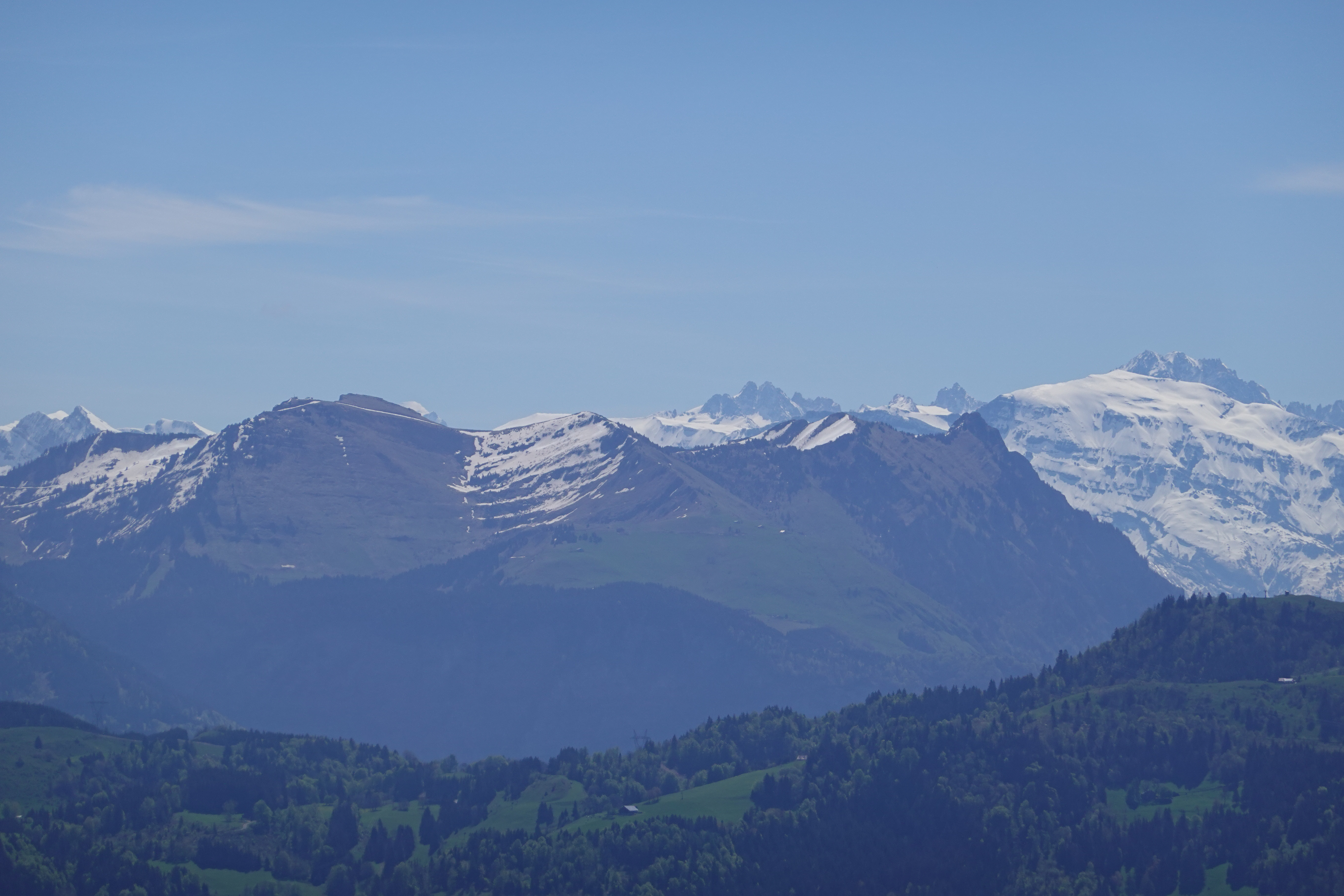
Pointe de Perret, Pointe de Marcelly

## Activités estivales
La station en été reste ouverte et accueille fréquemment le Tour de France. Le Col du Ramaz est un des points d'accès les plus utilisés par les véhicules terrestres pour accéder à la station.
Des activités sont proposées pour tous les âges et le climat est propice aux activités extérieures comme le VTT, la randonnée et d'autres activités culturelles, la station étant axée sur une clientèle familiale avec la présence de grandes chaînes de tourisme.

Pendant l'été, le télésiège du Haut Fleury reste ouvert et propose un accès rapide à de multiples étapes de randonnées notamment pour découvrir le lac de Roy et une vue imprenable sur le Mont Blanc et l'aiguille du Midi.

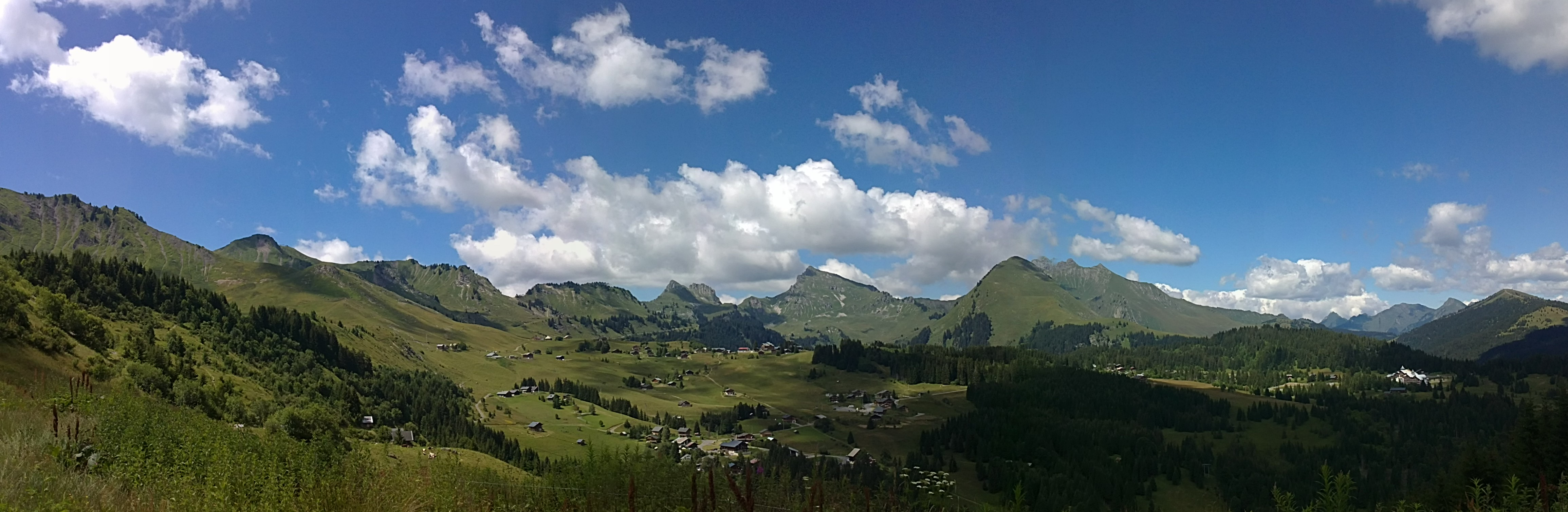
Vue panoramique du plateau du Praz-de-Lys, depuis le Planey.